# Jens Peter Jacobsen
Jens Peter Jacobsen o J. P. Jacobsen (Thisted, 7 d'abril de 1847 – 30 d'abril de 1885) fou un escriptor, poeta i botànic danès.

## Biografia
Nascut al petit poble de Thisted, situat a Jutlàndia, és fill de pare comerciant. És un alumne brillant, cosa que li permet estudiar a la universitat de Copenhaguen, on obté un diploma de biologia. Tradueix les obres de Charles Darwin al danès, entre les quals L'origen de les espècies, ajudant així a popularitzar la teoria de l'evolució a Escandinàvia. Participa també en expedicions científiques especialitzades en botànica a les illes d'Anholt i Leæsø, finançades pel govern danès. Tot i així, la seva veritable passió no és altra que la literatura.
La seva primera obra publicada és la novel·leta Mogens, el 1872. Serà seguida el 1876 per una novel·la històrica, Fru Marie Grubbe, situada al segle xvii. Narra la vida d'un personatge real, la filla d'un membre de la petita aristocràcia danesa, que es casa amb el fill bastard d'un rei, però més tard se'n divorcia i es relaciona amb homes situats cada vegada més i més avall dins l'escala social per d'aquesta manera aconseguir la seva alliberació personal i sexual. La novel·la és un estudi psicològic remarcable d'un personatge femení i ha estat traduït a un bon nombre de llengües. Aquesta primera novel·la fou seguida el 1880 per Niels Lyhne, sobre el desenvolupament d'un personatge que acaba abraçant l'ateisme i sobre les tribulacions que pateix dins la societat contemporània.
El 1882, Jacobsen reuneix les diferents novel·les que ha publicat en un sol recull, amb Mogens, la seva primera obra, i les novel·les de La pesta a Bèrgam i Fru Fons, també cèlebres.
Al límit de les seves forces, el 30 d'abril de 1885, mor dempeus, com Niels Lyhne. Els seus amics publicarien els seus poemes de manera pòstuma l'any següent, en els anomenats cants de Gurre (Gurre-Lieder).

## Obra
L'obra literària de Jacobsen és molt limitada però tingué una influència major. Jacobsen va iniciar, de fet, el moviment realista a la literatura danesa, i la seva influència s'estén fin a la literatura alemanya, essent el poeta Rainer Maria Rilke i el novel·lista Thomas Mann dos profunds admiradors de Jacobsen. A més, el novel·lista anglès D. H. Lawrence es va inspirar en l'obra de Jacobsen en les seves reivindicacions a favor de la llibertat sexual de la dona, de la qual Marie Grubbe n'és una figura inoblidable.
Després d'haver llegit Niels Lyhne, Sigmund Freud diria de Jacobsen que ell l'havia sabut "emocionar més que qualsevol altre autor al llarg dels últims nou últim anys." (S. Freud, La naixença del psicoanàlisi, vuitena edició, Carta a Wilhelm Fliess, número 31, 16 d'octubre de 1895, pàgina 114).

## Llista d'obres
- 1872 Mogens
- 1876 Fru Marie Grubbe
- 1880 Niels Lyhne
- 1882 Mogens og andre noveller
- 1886 Digte (inclòs dins de les Gurre-Lieder)